# Doseni, Gorj
Doseni este un sat în comuna Albeni din județul Gorj, Oltenia, România.

## Vezi și
- Biserica „Sfinții Arhangheli” (monument istoric)

 Acest articol despre o localitate din județul Gorj este deocamdată un ciot. Puteți ajuta Wikipedia prin completarea lui.